# Haligena elaterophora
Haligena elaterophora är en svampart som beskrevs av Kohlm. 1961. Haligena elaterophora ingår i släktet Haligena och familjen Halosphaeriaceae.  Arten är reproducerande i Sverige. Inga underarter finns listade i Catalogue of Life.